# Matanza de Sharpeville
La matanza de Sharpeville tuvo lugar el 21 de marzo de 1960, en la localidad de Sharpeville, Transvaal, actual provincia de Gauteng, Sudáfrica; a unos 8 km de la ciudad de Vereeniging, cuando la policía abrió fuego contra una manifestación pacífica que protestaba contra el apartheid.

## Antecedentes
Tras ganar el Partido Nacionalista Unificado (de ideología afrikáner ultraconservadora), liderado por Daniel François Malan, las elecciones celebradas en 1948 en la Unión Sudafricana (desde 1961, República de Sudáfrica), se adoptó una política de segregación racial, diseñada para regular la vida de la mayoritaria población negra y mantener el dominio de la minoría blanca. La legislación aprobada regulaba dónde podían vivir y trabajar los negros e imponía numerosas restricciones al ejercicio de las libertades civiles.
Durante la década de 1950 arreciaron las protestas contra el régimen de apartheid. El Congreso Nacional Africano (ANC) y el Congreso Panafricanista de Azania (PAC, creado en 1958) canalizaron el movimiento de protesta. A comienzos de 1960 el PAC hizo un llamamiento nacional para protestar contra la ley de pases, que controlaban los desplazamientos de la población negra en zonas tanto urbanas como rurales de Sudáfrica.
El 21 de marzo de 1960 la policía abrió fuego contra una manifestación antigubernamental en Sharpeville, en el Transvaal meridional, acto que tuvo como consecuencia la muerte de 69 personas negras, entre ellas mujeres y niños, y otras 180 fueron heridas. El 30 de marzo de 1960 el gobierno declaró el estado de emergencia y fueron detenidas 11.727 personas. El ANC y el PAC fueron prohibidos y sus miembros obligados a pasar a la clandestinidad o a exiliarse.
Desde ese momento ambas formaciones abandonaron la tradicional estrategia de protesta no violenta e iniciaron una incesante lucha armada. A la matanza de Sharpeville sucedió una oleada de protestas en todo el mundo, incluida la condena de las Organización de las Naciones Unidas.

## Repercusiones

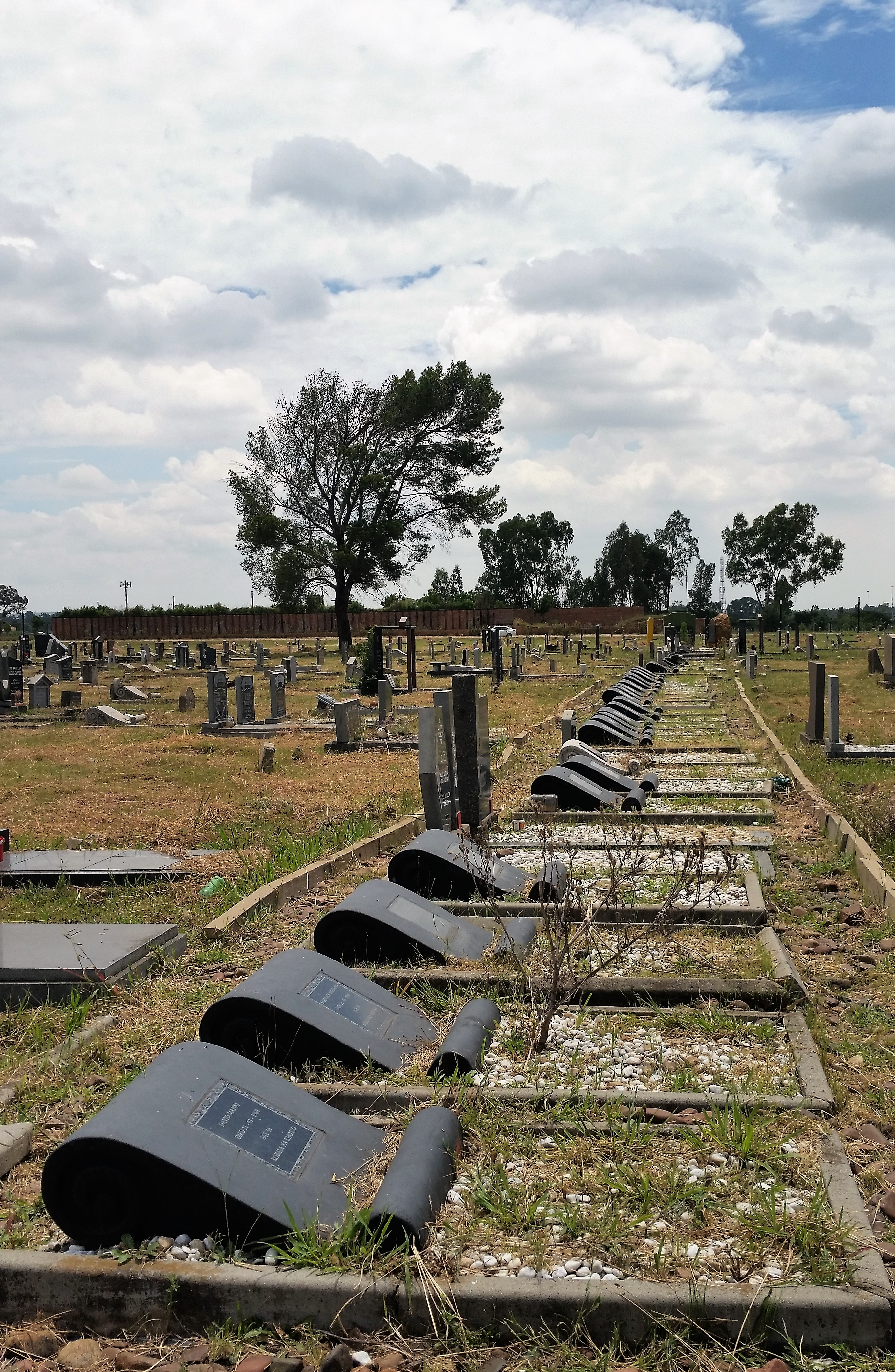
Tumbas de la masacre de Sharpeville.

Sharpeville supuso un punto de inflexión en la historia sudafricana desde la posguerra, ya que durante los 30 años siguientes el país se encontraría cada vez más aislado por parte de la comunidad internacional.
En recuerdo de la masacre, el 26 de octubre de 1966 la Asamblea General de las Naciones Unidas en la Resolución 2142 (XXI) proclamó el 21 de marzo Día Internacional de la Eliminación de la Discriminación Racial.